# Münchengosserstädt
Münchengosserstädt, ook: Münchengosserstädt an der Saale is een ortsteil van de stad en landgemeente Bad Sulza, in Landkreis Weimarer Land in de Duitse deelstaat Thüringen.
In Münchengosserstädt bevindt zich het Pfarrhaus (pastorie) met daarin een klein museum over de bekende gebroeders Friedrich Christoph Förster (1791-1868) en Ernst Joachim Förster (1800-1885), beiden geboren in dit dorpje. Voor Friedrich is tevens een klein monument opgericht in het dorp. 
Auerstedt · Bergsulza · Dorfsulza · Flurstedt · Gebstedt · Ködderitzsch · Neustedt · Oberneusulza · Reisdorf · Schwabsdorf · Sonnendorf · Stadtsulza · Wickerstedt